# Park Eun-sun
Park Eun-sun, född den 25 december 1986 i Seoul, är en fotbollsspelare (anfallare) från Sydkorea. Hon representerar klubben WFC Rossiyanka i den ryska ligan.
Park Eun-sun är sedan länge en del av det sydkoreanska landslaget och deltog som en del av landets trupp i världsmästerskapet i Kanada år 2015. Hon debuterade i landslaget i en match mot Hongkong den 8 juni 2003. 
Med sina sex mål blev hon, tillsammans med Kinas spelare Yang Li, turneringens bästa målskytt i Asiatiska mästerskapen år 2014